# Giovanni Battista Donati
Giovanni Battista Donati, másként Giambattista Donati (Pisa, 1826. december 16. – Firenze, 1873. szeptember 30.) olasz csillagász.

## Életútja
Tanulmányait szülővárosában kezdte meg, de később Firenzében folytatta, ahol Amici, az ottani csillagvizsgáló igazgatója, a tehetséges fiatal embert a csillagászatnak nyerte meg. Már 1852-ben asszisztens lett a firenzei csillagvizsgáló toronyban és itt legtöbb idejét üstökösök felkeresésére szentelte és nem is eredmény nélkül, mert 1855-ben a II. sz. üstököst fedezte fel, 1857-ben a VI. és végül 1858-ban az V., mely az 1811-ben felfedezett után a XIX. század legfényesebb üstököseinek volt egyike, és amelyet Donatiról Donati-féle üstökösnek neveznek. 1858-ban a csillagda segéd-csillagvizsgálójává nevezték ki és ezután legtöbbnyire az állócsillagok spektrumát vizsgálta. Két évvel ezután Spanyolországban a teljes napfogyatkozást észlelte. 1864-ben a csillagvizsgáló igazgatója lett és a Firenze mellett levő Arcetri dombon egy új csillagvizsgálót rendezett be oly tökéletesen, hogy még a 19. század végén is a legszebb és legcélszerűbb csillagászati intézetek közé tartozott. Egy spektroszkópot szerkesztett 25 prizmával, melyet 1873-ban a bécsi világkiállításon kiállítottak, mely ott a szakértőkben a legnagyobb elismerést keltette. Donati nemcsak a csillagászat terén működött, hanem a meteorológia terén is nagy érdemeket szerzett magának, annyira, hogy az olasz meteorológiai bizottság főnökévé nevezték ki, s mint ilyen Bécsbe utazott, hogy ott a meteorológiai kongresszuson Olaszországot képviselje. Rövid ottléte után kolerába esett, majd hazasietett, ahol meghalt.